# Hacienda Atacama
La Hacienda Atacama es una localidad de la comuna de Freirina en la Región de Atacama, Chile. Está ubicada al este de Freirina, por la ruta C-46, cruzando el puente Nicolasa que nace en la parte baja de la Hacienda del mismo nombre.

## Historia
En 1884 Emilio Marambio fundó una fábrica de explosivos en esta Hacienda.
Hasta la década del 1970 funcionó en la localidad una fábrica productora de leche, queso y mantequilla de vaca, la cual fue la base económica del lugar. Tras su cierre definitivo en el año 1978 se produjo la parcelación de sus hectáreas entre los trabajadores de la fábrica.

## Turismo
La Hacienda Atacama es uno de los sectores rurales, típicos de Freirina.
Se conservan espacios comunes como la ex quesería, así como los silos característicos de la Hacienda y añosos corrales, que dan cuenta de la prosperidad que se vivió el siglo pasado en la zona.
También encontramos el Rancho Atacama, espacio para fiestas populares y costumbristas donde se encuentra inserta la media luna, en la que se realizan certámenes de rodeo oficial y se han efectuado importantes encuentros de este deporte a nivel nacional.
En Hacienda Atacama y Nicolasa, encontramos toda una gama de actividades agrícolas, con antiguos edificios como la Lechería de Atacama, Rancho Chileno, medialuna (hay un rodeo oficial en el mes de octubre de cada año), zona de camping, bosques y óptimo lugar para la extracción de camarones de río.
Desde la hacienda Atacama, siguiendo un camino de tierra del costado norte del río hacia sector de Freirina, se accede a un lugar con amplia vista hacia hermosos parajes.

## Economía
El sustento económico de la localidad es principalmente agropecuario, pero basado principalmente en las plantaciones de olivos.